# 保久八幡宮
保久八幡宮（ほっきゅうはちまんぐう）は、愛知県岡崎市保久町にある神社。

## 概要
祭神は応神天皇、仁徳天皇、豊受姫命、軻過突智命、須佐之男、木花開耶姫命、大山積命、市杵島姫命、大物主命、日本武命。
三河山間部は、江戸から昭和にかけて農村舞台の文化圏を形成していた。本神社に現存する舞台もその一つ。鳳凰座と称した。1894年（明治27年）に改築され、1987年（昭和62年）9月に屋根葺きと周囲、上部トタン、下部板張りの修復がなされた。舞台は、桁行14.2メートル、梁間10.1メートル、切妻造、桟瓦葺き、平入りの建物で、正面には間口6間強の大梁が渡されている。
昭和30年代以降は使われなくなったが、2004年（平成16年）に鳴子踊りが披露された。
2005年（平成17年）9月16日、保久八幡宮舞台は岡崎市の有形民俗文化財に指定された。

## ギャラリー
- 保久八幡宮舞台
- 保久八幡宮舞台